# Breathing (Paatos)
Breathing is een studioalbum van de Zweedse muziekgroep Paatos. Het is het eerste album nadat ingrijpende wisselingen in de personele samenstelling een ander soort muziek voortbracht dan op de voorgaande albums. De voor de band zo kenmerkende melancholie bleef onverminderd aanwezig.

## Musici
- Petronella Nettermalm – zang, cello
- Ulf Rockis Ivarsson – basgitaar
- Peter Nylander – gitaar, toetsinstrumenten, blaasinstrumenten
- Ricard Netterman – slagwerk, toetsinstrumenten, viool

Met
- Svante Henryson - cello

## Muziek
| Nr. | Titel                 | Duur |
| --- | --------------------- | ---- |
| 1.  | Gone                  | 5:52 |
| 2.  | Fading out            | 3:36 |
| 3.  | Shells                | 5:58 |
| 4.  | In that room          | 4:56 |
| 5.  | Andrum                | 1:25 |
| 6.  | No more rollercoaster | 4:15 |
| 7.  | Breathing             | 5:56 |
| 8.  | Smärtan               | 4:30 |
| 9.  | Surrounded            | 4:48 |
| 10. | Ploing, my friend     | 0:56 |
| 11. | Precious              | 4:25 |
| 12. | Over and out          | 3:31 |